# Årsdagen för den islamiska revolutionen

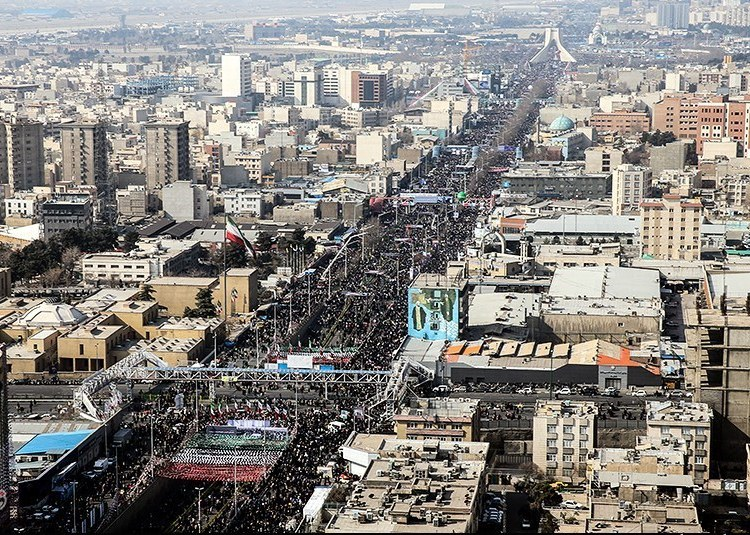
Årsdagen för den islamiska revolutionen firas i huvudstaden Teheran.

Årsdagen för den islamiska revolutionen, eller demonstrationen den 22 bahman, firas årligen av miljontals iranier den 22 bahman (11 februari) i Iran. Iranier firar bildandet av den islamiska republiken, som ersatte den tidigare monarkin och pahlavidynastin, genom att gå ut på gatorna och marschera. Irans islamiska revolution leddes av ayatolla Khomeini. Under demonstrationerna skanderar folk även slagord mot USA och Israel.

## Bildgalleri

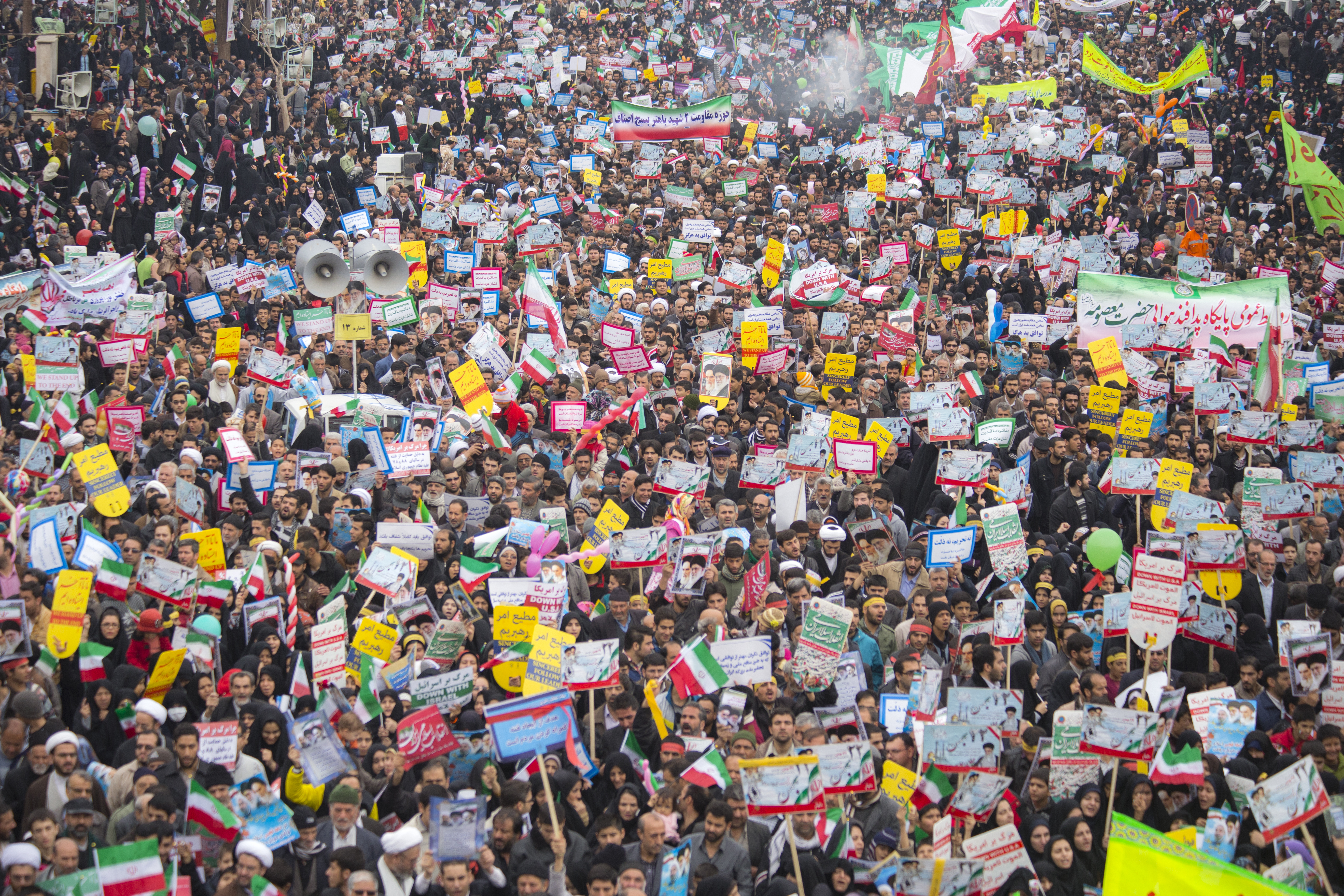
Firande i Qom.
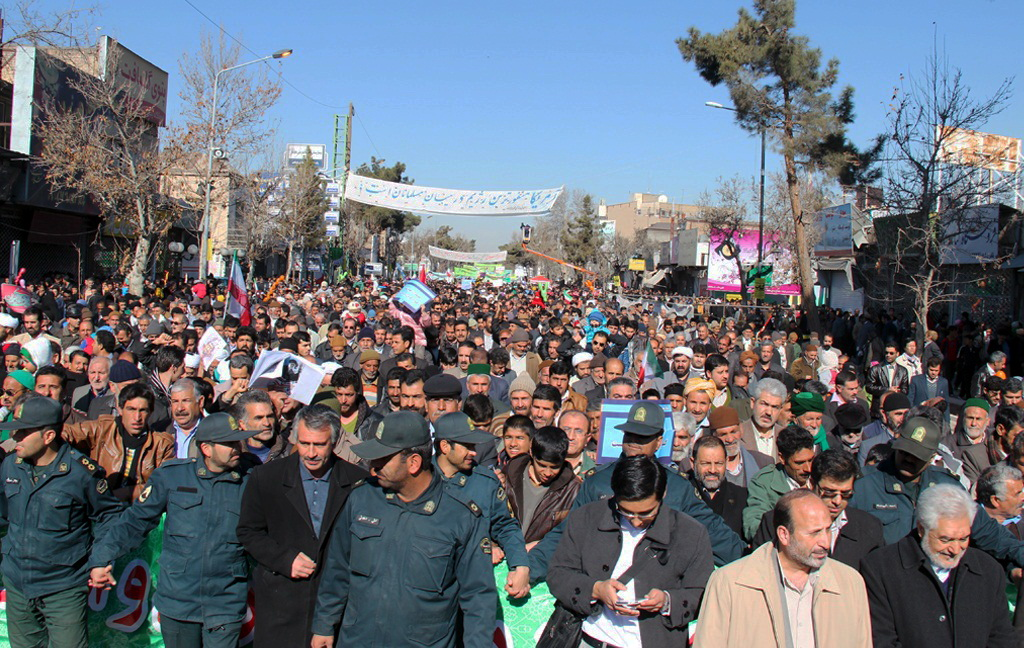
Firande i Neyshabur.
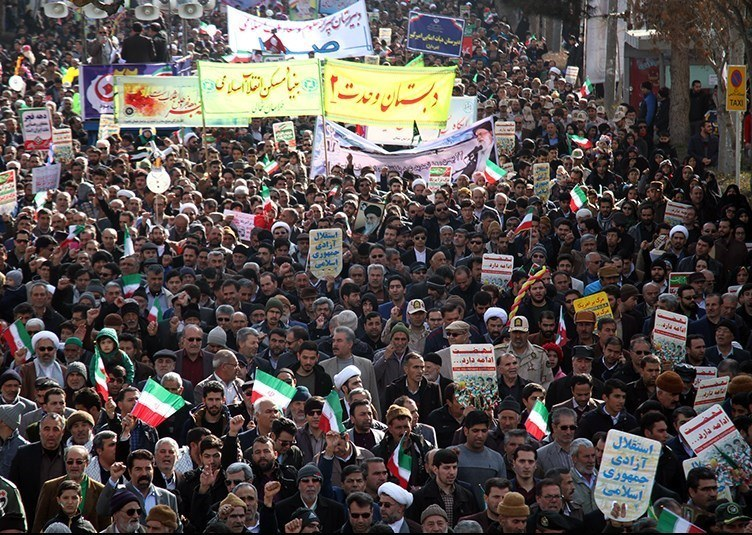
Firande i Bojnurd.
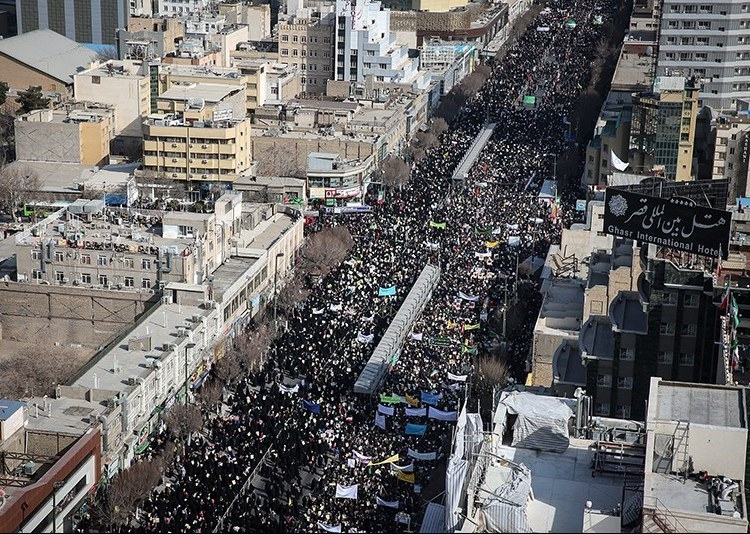
Firande i Mashhad.
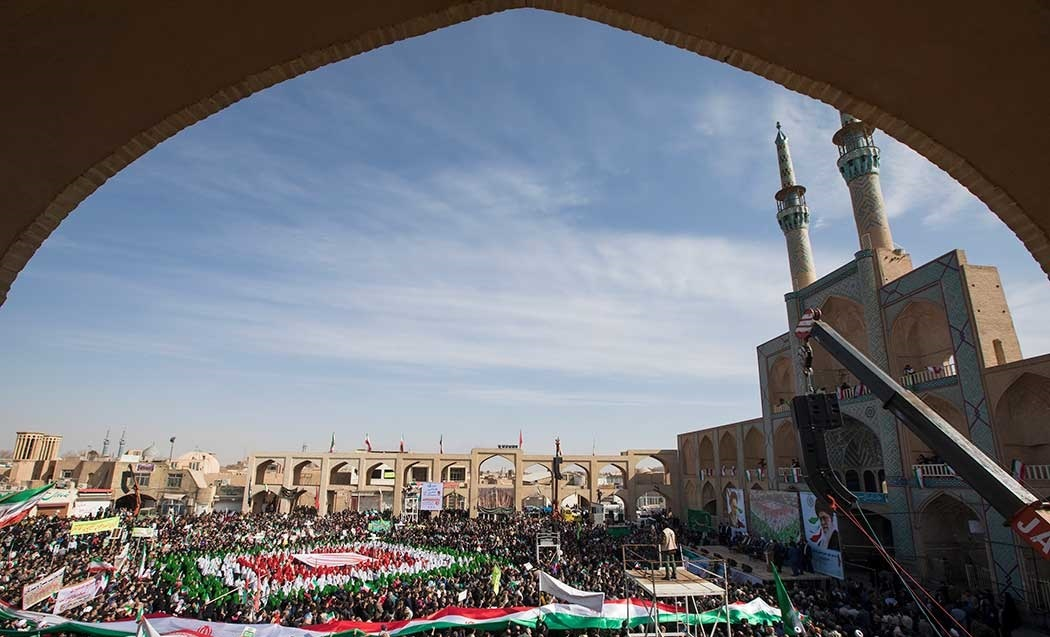
Firande i Yazd.